# Uwe Albrecht (Politiker)
Uwe Albrecht (* 19. Juli 1957 in Leipzig) ist ein deutscher Politiker (DDR-CDU, ab 1990 CDU). Er war von 1990 bis 2006 Mitglied des Sächsischen Landtags und von 2006 bis 2020 Bürgermeister und Beigeordneter für Wirtschaft und Arbeit der Stadt Leipzig.

## Leben
Nach der Lehre zum Kfz-Schlosser und dem Wehrdienst arbeitete Albrecht von 1978 bis 1990 im Kraftverkehr Leipzig, wo er zuletzt die Stellung eines Abteilungsleiters innehatte. Parallel absolvierte er 1979 bis 1982 ein Studium der Kfz-Technik an der Ingenieurschule für Verkehrstechnik in Dresden, das er als Maschineningenieur abschloss. Danach durchlief er von 1983 bis 1989 zur Vertiefung ein Fernstudium an der Hochschule für Verkehrswesen Dresden, das er als Diplom-Ingenieur beendete.
Uwe Albrecht ist evangelisch, verheiratet und hat zwei Kinder.

## Politik
Albrecht trat 1979 der DDR-Blockpartei CDU bei, die nach der Wende in der CDU aufging. Er wurde 1985 und 1989 zum Stadtbezirksabgeordneten gewählt. In der Wendezeit war er Vorsitzender der Untersuchungskommission zu Fällen des Amtsmissbrauchs, der Korruption und persönlicher Bereicherung in Leipzig-Nord.
Von 1990 bis 2006 war er Mitglied des Sächsischen Landtags und vertrat dort den Wahlkreis Leipzig 6. Er war von 1990 bis 1999 bau- und verkehrspolitischer Sprecher, von 1991 bis 1994 stellvertretender Vorsitzender der CDU-Landtagsfraktion. Von 1994 bis 1996 gehörte er auch dem Leipziger Stadtrat an. Von 2000 bis 2006 war Albrecht Mitglied des Finanz- und Wirtschaftsausschusses des Sächsischen Landtages, von 2002 bis 2006 war er finanzpolitischer Sprecher der CDU-Landtagsfraktion. Seit 2003 ist er Mitglied im Landesvorstand der Sächsischen Union und war bis 2006 Schatzmeister der CDU Leipzig. Auf die Wahl zum Kreisvorsitzenden der CDU Leipzig verzichtete er im April 2006, wofür er innerparteilich in Kritik geriet.
Uwe Albrecht war 2006 der gemeinsame Kandidat der bürgerlichen Parteien (CDU und FDP) zur Oberbürgermeisterwahl in Leipzig. In der Stichwahl am 26. Februar 2006 unterlag er mit einem Stimmenanteil von 44,0 % dem SPD-Kandidaten Burkhard Jung (51,6 %).
Im Juni 2006 erklärte er seine Kandidatur zum Beigeordneten für Wirtschaft der Stadt Leipzig. Am 19. Juli wählte ihn der Stadtrat zum Bürgermeister und Beigeordneten für Wirtschaft und Arbeit. Damit schied er aus dem Sächsischen Landtag aus, für ihn rückte Christian Piwarz in den Landtag nach. Albrecht wurde 2013 als Beigeordneter wiedergewählt. Nach seiner zweiten Amtszeit als Leiter des Dezernats, das seit 2019 die Bezeichnung Wirtschaft, Arbeit und Digitales trägt, schied er im September 2020 aus dem Amt.

## Wirtschaft
Neben seiner politischen Karriere war Uwe Albrecht Mitglied in verschiedenen Gremien öffentlicher Unternehmen. Bis zum 30. November 2006 saß Albrecht im Aufsichtsrat der Landesbank Sachsen. Von 2002 bis 2011 war Uwe Albrecht Mitglied im Aufsichtsrat der Sächsischen Aufbaubank. Vom 1. April 2007 bis 2010 war er Aufsichtsratsvorsitzender der Stadtwerke Leipzig.